# Nupserha homeyeri
Nupserha homeyeri là một loài bọ cánh cứng trong họ Cerambycidae.